# Septentrogon madseni
Septentrogon madseni — викопний вид птахів родини трогонових (Trogonidae), що існував у ранньому еоцені в Європі. Викопні рештки птаха знайдено у відкладеннях формації Фур на півночі Данії.